# Giulio Gaudini
Giulio Gaudini (ur. 28 października 1904 w Rzymie, zm. 6 stycznia 1948 tamże) – włoski szablista i florecista, wielokrotny medalista igrzysk olimpijskich i mistrzostw świata.
Na igrzyskach olimpijskich w Paryżu w 1924 roku był czwarty we florecie drużynowym. W rundzie finałowej, w pierwszym pojedynku Włosi spotkali się z Francuzami. W walce Luciena Gaudina i Aldo Boniego, przy wyniku 4:4 sędzia przyznał zwycięski punkt Francuzowi co rozwścieczyło Boniego, który obraził sędziego. Sędzia zażądał przeprosin, Boni odmówił, a włoska reprezentacja odśpiewała hymn Włoch i wycofała się z walki na znak protestu. Pozostałe dwa pojedynki Włoch w rundzie finałowej zakończyły się walkowerami. Na rozgrywanych cztery lata później igrzyskach olimpijskich w Amsterdamie zdobył brązowy medal we florecie indywidualnym. W rundzie finałowej uzyskał taki sam wynik co Lucien Gaudin i Erwin Casmir z Rzeszy Niemieckiej. Oba pojedynki barażowe o miejsce na podium Gaudini przegrał; zwyciężył Gaudin, a Casmir zdobył srebro. Dwa dni wcześniej razem z Ugo Pignottim, Giorgio Pessiną, Gioacchino Guaragną, Oreste Pulitim i Giorgio Chiavaccim zdobył drużynowo złoty medal. Kolejne cztery medale zdobył na igrzyskach olimpijskich w Los Angeles w 1932 roku. Najpierw wspólnie z Gioacchino Guaragną, Gustavo Marzim, Ugo Pignotti, Rodolfo Terlizzim i Giorgio Pessiną zdobył srebro we florecie drużynowym. Następnie był trzeci we florecie indywidualnym, w rundzie finałowej wygrywając pięć z dziewięciu pojedynków; wyprzedzili go tylko Gustavo Marzi i Joseph Levis z USA. Parę dni później Gustavo Marzi, Giulio Gaudini, Renato Anselmi, Emilio Salafia, Arturo De Vecchi i Ugo Pignotti wywalczyli srebrny medal w szabli drużynowej. Ponadto był drugi w szabli indywidualnej, w rundzie finałowej wygrał siedem z dziewięciu pojedynków i rozdzielił na podium dwóch Węgrów: Györgyego Pillera i Endre Kabosa. Brał też udział w igrzyskach olimpijskich w Berlinie w 1936 roku, zdobywając trzy medale. Najpierw razem z Manlio Di Rosą, Gioacchino Guaragną, Gustavo Marzim, Giorgio Bocchino i Ciro Verrattim zdobył złoty medal we florecie drużynowym. Następnie zwyciężył we florecie indywidualnym, wygrywając w rundzie finałowej wszystkie siedem pojedynków. Swój ostatni olimpijski medal zdobył tam w szabli drużynowej, razem z Gustavo Marzim, Aldo Masciottą, Vincenzo Pintonem, Aldo Montano i Athosem Tanzinim zajmując drugie miejsce w szabli drużynowej. W turnieju indywidualnym był tym razem szósty.
Podczas mistrzostw świata w Neapolu w 1929 roku wywalczył brązowy medal we florecie indywidualnym, przegrywając tylko z Oreste Pulitim i Francuzem Philippe'em Cattiau. W konkurencji tej zdobywał następnie złote medale na mistrzostwach świata w Liège (1930) i mistrzostwach świata w Warszawie (1934) oraz srebrny na mistrzostwach świata w Budapeszcie (1933), gdzie wyprzedził go Guaragna. W rywalizacji drużynowej florecistów zdobył pięć złotych medali: na mistrzostwach świata w Neapolu (1929), mistrzostwach świata w Liège (1930), mistrzostwach świata w Wiedniu (1931), mistrzostwach świata w Warszawie (1934) i mistrzostwach świata w Lozannie (1935).
Równocześnie zdobywał medale mistrzostw świata w szabli, w tym dwa indywidualnie: srebrny na MŚ 1934 (za Endre Kabosem) i brązowy na MŚ 1933 (za Kabosem i Gustavo Marzim). W zawodach drużynowych zdobył złoto na mistrzostwach świata w Pieszczanach (1938) oraz srebro na mistrzostwach świata w Liège (1930), mistrzostwach świata w Wiedniu (1931), mistrzostwach świata w Budapeszcie (1933), mistrzostwach świata w Warszawie (1934) i mistrzostwach świata w Lozannie (1935).
Na IO 1936 był chorążym reprezentacji Włoch.
Zmarł na raka w wieku 43 lat.

## Starty olimpijskie
Amsterdam 1928
- floret drużynowo - złoto
- floret indywidualnie - brąz

Los Angeles 1932
- floret drużynowo, szabla indywidualnie i drużynowo - srebro
- floret indywidualnie - brąz

Berlin 1936
- floret indywidualnie i drużynowo - złoto
- szabla drużynowo - srebro